# Sudaji
Sudaji is een bestuurslaag in het regentschap Buleleng van de provincie Bali, Indonesië. Sudaji telt 7283 inwoners (volkstelling 2010).